# Horst Geschka

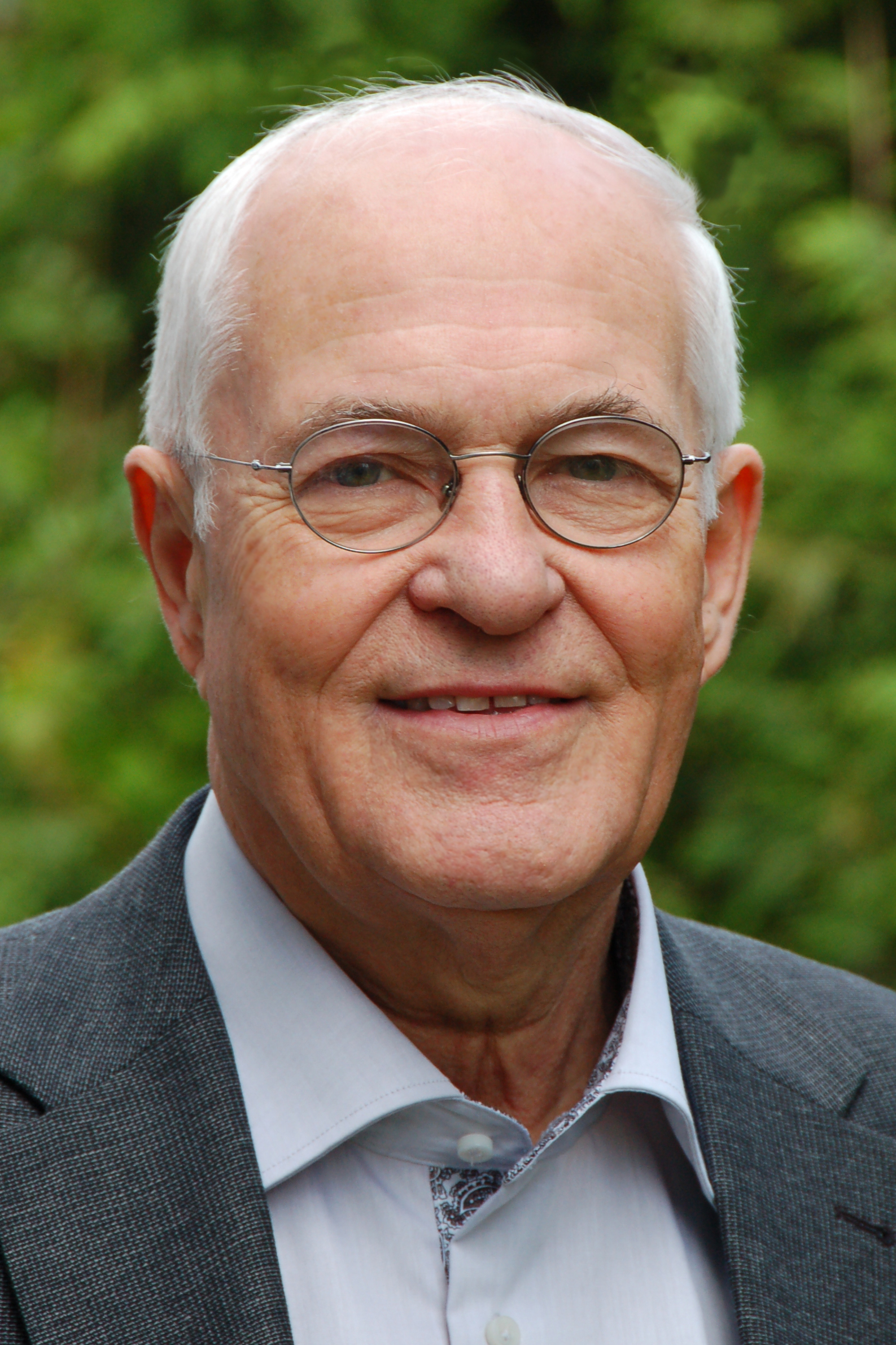
Horst Geschka, vor 2012

Horst Geschka (* 16. April 1938 in Probstau, Tschechoslowakei; † 17. August 2025 in Darmstadt) war ein deutscher Innovationsforscher. Außerdem befasste er sich mit Zukunftsforschung.

## Leben
Horst Geschka studierte an der TH Darmstadt Wirtschaftsingenieurwesen Fachrichtung Maschinenbau. Nach seinem Studium war er von 1963 bis 1969 als wissenschaftlicher Assistent an betriebswirtschaftlichen Lehrstühlen der TH Darmstadt und der Universität Marburg tätig. 1963 heiratete er die Kinderkrankenpflegerin und spätere Politikerin Ottilia Bördner. In Marburg wurde er 1969 zum Dr. rer. pol. promoviert.
Von 1969 bis 1983 war er am Battelle-Institut in Frankfurt/Main und in Columbus/Ohio tätig. Hier flossen zahlreiche Managementideen aus den USA und Europa zusammen. Geschka hat vieles davon systematisiert und in die deutsche Management-Literatur eingebracht. Er baute in Frankfurt eine Abteilung für Innovationsplanung auf.
1971/72 führte er mit einigen Mitarbeitern eine grundlegende experimentelle Untersuchung über Kreativitätstechniken durch, was ihn zu einem der Pioniere auf diesem Gebiet in Deutschland machte. Ziele der Studie waren: alle Kreativitätstechniken weltweit zusammenzutragen, sie nach ihren Wirkprinzipien zu untersuchen, zu testen und aus den Erkenntnissen der Experimental-Sitzungen diejenige Parameter zu ermitteln, die Qualität und Fülle der von den Ideenfindungs-Teams produzierten Ideen beeinflussten. Das führte zu Methodenverbesserungen und -neuentwicklungen, u. a. entstanden die Karten-Umlauftechnik und mehrere Techniken der Schöpferischen Konfrontation, z. B. die Reizwortanalyse und das Bildmappen-Brainwriting. Außerdem entwickelte er mit seinem Team die Szenariotechnik und weitere Methoden des Innovationsmanagements.
1972 begann er mit dem ersten Seminar über Kreativitätstechniken. Seminare über weitere Methoden im Innovationsprozess folgten. Daraus entwickelte sich ein Trainingsprogramm, in dem Schulungen in den Methoden des Innovationsmanagements angeboten wurden und das er und seine Mitarbeiter zum Arbeitsgebiet „Battelle Management Seminare“ ausbauten. Seit seiner Battelle-Zeit organisierte er daneben rund 200 „DIFI-Tagungen“ (DIFI – Forum für Innovationsmanagement) zu den Themen Forschung, Entwicklung und Innovation.
1984 verließ Geschka das Battelle-Institut und gründete die Unternehmensberatung Dr. Horst Geschka (heute Geschka & Partner Unternehmensberatung) mit Schwerpunkt im Innovationsmanagement. Hier schied er aus Altersgründen 2022 aus. 
Horst Geschka erhielt eine Reihe von Lehraufträgen an der TH Darmstadt, 1969 zunächst als Lehrbeauftragter, ab 1992 als Honorarprofessor. Im Jahr 2003 übernahm er die auf fünf Jahre befristete „Dr.-Otto-Röhm-Stiftungsprofessur für Unternehmensgründung“ an der TU Darmstadt. Im September 2008 schied er aus der Universität aus. 2009 wurde Geschka Hochschullehrer an der Wilhelm Büchner Hochschule für Fernstudien.
In den 1990er Jahren entstand der „Darmstädter Kreis – Initiative für Kreativität“, den Geschka leitete und der sich mehrmals jährlich in Geschkas Büro-Räumen traf. 1998 wurde der Darmstädter Kreis in die Gesellschaft für Kreativität e. V. überführt, 2015 in die Deutsche Gesellschaft für Kreativität e.V.; Geschka gehörte seit der Gründung dem Vorstand an, davon mehrere Jahre als Vorsitzender. Er erhielt die Auszeichnung „Pionier der Kreativität“ 1993 wurde er zum Ehrenmitglied der European Association for Creativity and Innovation (EACI) ernannt.
Geschka ist langjähriges Mitglied im Verband Deutscher Wirtschaftsingenieure, 14 Jahre lang im Vorstand, davon acht Jahre als Präsident.
Von 2001 bis 2020 war er Mitglied des Kuratoriums des Fraunhofer-Instituts für Naturwissenschaftlich-Technische Trendanalysen FhG-INT. Geschka veröffentlichte etwa 160 Aufsätze und 15 Bücher teilweise als Co-Autor. Geschka war ab 1995 Herausgeber der Buchreihe Innovations- und Technologiemanagement des Springer-Verlags (Berlin/Heidelberg).
Am 17. August 2025 verstarb er in Darmstadt.

## Veröffentlichungen (Auswahl)
- mit Ulrike Alter, Götz Schaude und Helmut Schlicksupp: Methoden und Organisation der Ideenfindung – Gruppenuntersuchung am Battelle-Institut. Juli 1972.
- Zukunft der Mobilität – Szenarien für das Jahr 2030. – Hrsg. vom Institut für Mobilitätsforschung (ifmo), München 2010.
- mit Thomas Clausen: Open Innovation – Konzept und Erfahrungen aus der Praxis. In: Jürgen Preiß (Hrsg.): Jahrbuch der Kreativität. JPMK, Köln 2012.
- mit Andrea Zirm: FAQ Innovationsmanagement – 100 Fragen – 100 Antworten. Symposion. Düsseldorf 2014